# シオリノインム
『シオリノインム』（しおりのいんむ）は、2019年に公開されたホラー映画。
幽霊に女性が犯されるというショッキングな題材を描いた作品となっており、ホラー秘宝イメージガールに選ばれた松川千紘が主演を務めた。監督は『怪談新耳袋Gメン』シリーズの佐藤周。

## あらすじ
彼氏と別れて傷心中の詩織は毎夜、謎の男に抱かれる夢を見ていた。戸惑いつつもその淫夢に陶酔し、日ごと妖艶になっていく詩織。しかし、ある日を境に夢の男は恐ろしい姿に変貌し、ついに現実にも現れるようになる…。

## キャスト
- 松川千紘
- 古谷蓮
- 辻凪子
- 武田一馬
- 宇田川さや香

## スタッフ
- 監督・脚本・編集：佐藤周
- プロデューサー：山口幸彦
- 撮影：滝澤智志
- 美術：松塚隆史
- 録音：中川究矢
- VFX：東海林毅
- 特殊造形：土肥良成
- 衣装：こんかおり
- メイク：久乃
- 助監督：吉田浩太
- ラインプロデューサー：後藤剛
- 音楽：松本章、一塚優絵
- 製作：キングレコード
- 配給：ブラウニー
- 制作プロダクション：シャイカー

## その他
第６回 夏のホラー秘宝まつりにて「ホラー総選挙（観客投票）グランプリ」を受賞。